# The Mail on Sunday
The Mail on Sunday est un journal hebdomadaire britannique conservateur. Le premier numéro est paru en 1982. Le journal auquel il est affilié et avec lequel il partage sa ligne éditoriale, le Daily Mail, est paru pour la première fois en 1896.
En juillet 2011, à la suite de la disparition de News of the World, The Mail on Sunday s'est écoulé à environ 2.5 millions de copies par semaine, devenant ainsi le journal du dimanche le mieux vendu ; en septembre 2011, les ventes se stabilisent à un peu moins de 2 millions par semaine, un total comparable à celui des années 2000. Bien que les propriétaires de ce journal soient les mêmes que ceux du Daily Mail, c'est-à-dire le Daily Mail and General Trust, les rédactions des journaux ne sont pas composées des mêmes membres. Fin 2016, le journal se vendait à plus d'un million d'unités.

## Historique
The Mail on Sunday est lancé en mai 1982. en complément dominical du Daily Mail. Les propriétaires du Daily Mail and General Trust souhaitent que le tirage dépasse rapidement le million d'exemplaires. C'est un échec puisque le journal ne dépasse pas la vente hebdomadaire de 700 000 exemplaires après six semaines. 
Lord Rothemere, propriétaire du journal, transfert David English, alors rédacteur en chef au Daily Mail, et le place à la tête du Mail on Sunday. Le journal est réorganisé et de nouvelles rubriques sont ajoutées : des numéros à suivre sur plusieurs semaines, une bande dessinée en couleurs, la rubrique You magazine. Avec une nouvelle rédaction, English et ses journalistes parviennent à endiguer le déclin du titre et les ventes se portent à 840 000 trois mois après son arrivée.
En 1982, le journaliste du Daily Mail Stewart Steven est nommé rédacteur en chef : il reste en place jusqu'en 1992. Sous sa direction, le tirage du Mail on Sunday double, passant d'un à deux millions. Alors que la ligne éditoriale du Daily Mail a toujours été conservatrice, Steven soutient le Parti social-démocrate lors des élections générales britanniques de 1983.
Les rédacteurs en chef suivants sont Jonathan Holborow, Peter Wright et Geordie Greig, actuellement en fonction.
Lors des élections générales britanniques de 2015, le journal a fortement enjoint à ses lecteurs de voter pour le Parti conservateur afin d'éviter que le pays « ne passe à gauche dans le désarroi ». Les électeurs de UKIP étaient incités à rejoindre le camp conservateur.

## Rédacteurs en chef
- 1982 : Bernard Shrimsley
- 1982 : David English
- 1982 : Stewart Steven
- 1992 : Jonathan Holborow
- 1998 : Peter Wright
- 2012 : Geordie Greig